# Artabazus
Artabazus was een satraap (Perzische gouverneur) van het deel van Frygië aan de kant van de Hellespont (in het noordwesten van Turkije), onder de Achaemeniden van het Perzische Rijk.
Artabazus, de zoon van Pharnaces, was een van de generaals onder Xerxes tijdens de invasie van Griekenland. Hij stond aan het hoofd van de reservetroepen die de terugweg naar Asië moesten bewaken. Artabazus was ook diegene die de opstand in Potidaea neersloeg.
De invasie van Griekenland werd beëindigd door Mardonius, die het advies van Artabazus en anderen negeerde, en de Grieken aanviel in een geregelde veldslag, bekend als Slag bij Plataeae, waar hij verslagen werd in 479 v.Chr.. De Grieken gingen na deze slag in de aanval, door te zeilen naar Ionië, waar ze de troepen onder Tigranes versloegen tijdens de Slag bij Mycale. Artabazus slaagde er echter in om de rest van de sterk verminderde Perzische troepen uit Griekenland te leiden naar Ionië.
Als beloning voor deze daad werd Artabazus satraap in Frygië. Deze titel werd erfelijk, en hij werd opgevolgd door ofwel zijn zoon Pharnabazus, die nogal onbekend is; of door zijn kleinzoon Pharnaces, die satraap was tijdens de nasleep van de Peloponnesische Oorlog. Pharnaces werd op zijn beurt opgevolgd door zijn zoon, ook Pharnabazus geheten, die bekend is om zijn rivaliteit met Tissaphernes en zijn oorlogen tegen de Spartanen.